# Biorregulador

Partes de una semilla, el cotiledón está en el germen.

Biorregulación Es el proceso de manipular un evento fisiológico de una planta, a que este se sobreexprese o bien se inhiba. Los compuestos biorreguladores son aquellos que en su formulación contienen moléculas protagónicas para la expresión o bien inhibición de un cierto proceso, estas moléculas generalmente son fitohormonas (idénticos a los compuestos naturales) o bien compuestos de efecto tipo hormonal (sintetizados en un laboratorio).

## Acción y balance hormonal

Zeatina, una citoquinina natural.

El conocimiento actual sobre la formación y función de compuestos hormonales en las plantas ha permitido explicar diversos procesos fisiológicos sobre cómo se regula el crecimiento y reproducción de los cultivos.
Las auxinas y giberelinas influyen en la división y el alargamiento celular, mientras que las citocininas lo hacen solo en la división; sin embargo también hay inhibidores de esos procesos que limitan el crecimiento vegetal. Otras funciones más específicas son el retraso del envejecimiento por citocininas, la dominancia apical y la estimulación de formar raíces por las auxinas, la inhibición floral por las giberelinas, la maduración y la caída de órganos por el etileno, etc. Aún con lo anterior hay que reconocer que la regulación de la expresión de eventos fisiológicos en las plantas está en función de la cantidad y tipo de hormonas presentes, o sea el balance hormonal que debe darse en el lugar y momento indicado.

## Objetivos del uso de biorreguladores
El conocimiento de lo anterior es lo que ha orientado a la industria agroquímica a desarrollar compuestos hormonales naturales y/o sintéticos, y de ahí surgió el concepto de los biorreguladores (reguladores de crecimiento, fitohormonas, etc.) Cuando se toma la decisión de aplicar biorreguladores en la agricultura es importante tener definido para qué se pretende utilizarlos, ya que pueden ser para:
1. Proveer a la planta de un suplemento adicional de hormonas u otros compuestos para auxiliar su metabolismo general y que con ello pueda soportar mejor ciertas condiciones adversas al desarrollo del cultivo, mejor conocidos como bioestimulantes.
2. Regular o manipular un evento o proceso fisiológico específico (crecimiento de planta, amarre de fruto, crecimiento de fruto, maduración de fruto, caída de hoja, caída de fruto, etc.)

Para lograr cualquiera de los dos grandes objetivos citados es crítico utilizar la formulación más indicada, en cuanto a qué hormona(s) contiene, qué tipo o "potencia" de hormonas tiene, qué concentración de éstas hay que utilizar, y en qué momento es lo más indicado para aplicarla.

## Tipo de biorreguladores
Existen distintos tipos de biorreguladores en el mercado, siendo importante identificarlos para que cuando se utilicen en los cultivos se obtenga el resultado esperado. En función del tipo y cantidad de hormona que contiene, así como del efecto esperado, los productos comerciales se pueden clasificar en dos tipos: bioestimulantes y biorreguladores.

## Bioestimulantes

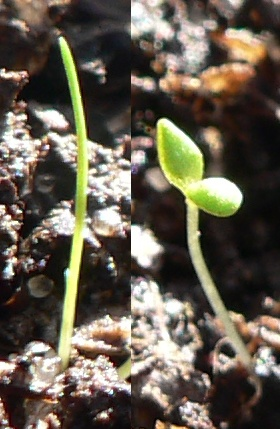
Hierba brotando en la izquierda (una monocotiledónea), mostrando un solo cotiledón. Comparada con una dicotiledónea (derecha).

Son formulaciones a base de varios compuestos químicos incluyendo hormonas, aminoácidos, vitaminas, enzimas y elementos minerales, y son los más conocidos y de uso común en la agricultura. La concentración hormonal en los bioestimulantes casi siempre es baja (menos de 0,02% o 200 ppm de cada hormona en un litro), así como también la de los demás componentes de la formulación. Los tipos de hormonas contenidas y las cantidades de cada una de ellas depende del origen de la extracción (algas, semillas, raíces, etc) y su procesamiento. En general las dosis recomendadas para la aplicación de los bioestimulantes se maneja en volumen (0,5 a 1 L de la formulación por unidad de superficie, hectárea por ejemplo) durante el desarrollo del cultivo.
Por sus características de múltiples hormonas en baja cantidad, así como por las dosis recomendadas, la aplicación de un bioestimulante difícilmente puede regular o manipular un proceso. Por lo tanto el uso de un bioestimulante sólo puede servir como complemento auxiliar en el mantenimiento fisiológico de la planta aplicada, lo cual puede ser importante en condiciones limitantes del cultivo por mal clima, sequía, ataque de patógenos, etc. En términos generales un cultivo con un buen desarrollo y productividad no responde significativamente a los bioestimulantes.

## Biorreguladores
Son formulaciones a base de uno o dos compuestos hormonales, cuya acción fisiológica está muy definida y la recomendación de su aplicación tiene un objetivo muy específico: regular o manipular un determinado proceso. Aun cuando se reconoce que los eventos fisiológicos se regulan por balances hormonales, también está establecido que para ciertos eventos hay una o dos hormonas protagónicas o especialistas de ese evento (ej. citocininas hacia división celular). Para lograr el efecto deseado con el uso de biorreguladores específicos es importante conocer el proceso a regular, en cuanto a qué hormona o grupo de hormonas requiere, la cantidad necesaria para manipular el proceso, y tener establecido con precisión el momento en que el órgano objetivo es
sensible a la manipulación deseada.
En términos generales los biorreguladores se formulan a alta concentración de una de las hormonas protagónicas, manejándose en niveles superiores a 0,1% y hasta 50% del ingrediente activo, sea en solución o en polvo soluble. En todos los casos, los biorreguladores específicos siempre se aplican sobre la base de concentración (cc o gr del ingrediente activo por litro de agua), ya que es la forma en que se asegura de que el evento objetivo se puede regular de manera efectiva y consistente; esta manera de dosificar es una de las grandes diferencias con los cócteles que se manejan en litros por superficie.
De los biorreguladores específicos simples con un solo ingrediente, el más conocido es el ácido giberélico (GA3); otros compuestos serían el etefón (formulación que induce a la planta a producir etileno), cianamida de hidrógeno (auxiliar en terminar la dormancia de yemas en frutales caducifolios), paclobutrazol (para inhibir crecimiento vegetativo), ácido indolbutírico (para estimular formación de raíces en estacas de tallos), Forclorfenurón (CCPU) molécula manipulada para efectos citocinina, etc.
También hay biorreguladores específicos que contienen dos hormonas para ejercer un efecto fisiológico sinergístico (amplificado); Recientemente se ha definido otro grupo de biorreguladores específicos complejos, el cual es la mezcla de una hormona base con otros ingredientes menores para equilibrar la respuesta fisiológica.
La elección de qué biorregulador utilizar, está en función del objetivo. Si se desea auxiliar al cultivo en términos generales para que tenga un desarrollo normal más eficiente, la utilización de un bioestimulante es lo indicado. Pero, si se desea manipular o regular un proceso o evento específico, entonces es mejor hacer uso de un biorregulador específico para ese evento y así asegurar una respuesta efectiva y consistente.
Es importante indicar que en ciertos casos puede ser necesario la aplicación de ambos tipos, y con ello lograr todo un paquete de efectos benéficos para mejor y mayor producción y calidad.

## Manipulación Hormonal - Biorregulación
En la manipulación hormonal vía biorreguladores siempre hay que tener en cuenta 4 factores críticos: 
- Usar la herramienta adecuada.
- Usar la concentración adecuada.
- Estar en la etapa sensible del evento a regular.
- Llegar al órgano objetivo.